# Here I Stand
Here I Stand – piąty studyjny album amerykańskiego piosenkarza R&B Ushera.

## Lista utworów
1. "Intro"
2. "Love in This Club"  (feat. Young Jeezy)
3. "This Ain't Sex"
4. "Trading Places"
5. "Moving Mountains"
6. "What's Your Name ?"  (feat. Will.i.am)
7. "Prayer For You" (Interlude)
8. "Something Special"
9. "Love You Gently"
10. "Best Thing"  (feat. Jay-Z)
11. "Before I Met You"
12. "His Mistakes (I Can't Win)"
13. "Appetite"
14. "What's A Man To Do"
15. "Revolver"
16. "Lifetime"
17. "Love in This Club Part II  (feat. Beyoncé & Lil' Wayne)
18. "Here I Stand"

## Single promujące płytę
| Okładka | Informacje                                                                   | Inne płyty |
| ------- | ---------------------------------------------------------------------------- | ---------- |
| Okładka | Love in This Club - Wydany: 26 lutego 2008 - Pozycja na świecie: 3           | -          |
|         | Love in This Club Part II - Wydany: 28 kwietnia 2008 - Pozycja na świecie: - | -          |
| Okładka | Moving Mountains - Wydany: 24 czerwca 2008 - Pozycja na świecie: -           | -          |
|         | Trading Places - Wydany: 9 września 2008 - Pozycja na świecie: -             | -          |
| Okładka | What's Your Name - Wydany: 17 października 2008 - Pozycja na świecie: -      | -          |